# أسماك عضاضة
الأسماك العضاضة (الاسم العلمي: Ichthyodectiformes)، وهي رتبة منقرضة من الأسماك البحرية شعاعية الزعانف عظميات الجذع. وتمت تسمية هذه الرتبة على الجنس النمطي السمك العضاض (الاسم العلمي: Ichthyodectes) (من الأغريقية ἰχθύς= ichthys = سمك ، dektes = عض)، وقد أطلق عليها هذا الاسم عالم الأحياء القديمة إدوارد درينكر كوب عام 1870. تعتبر الأسماك العضاضة عادة من أقرب الأقارب للمجموعة التاجية العظميات.